# Filmtheater Kriterion

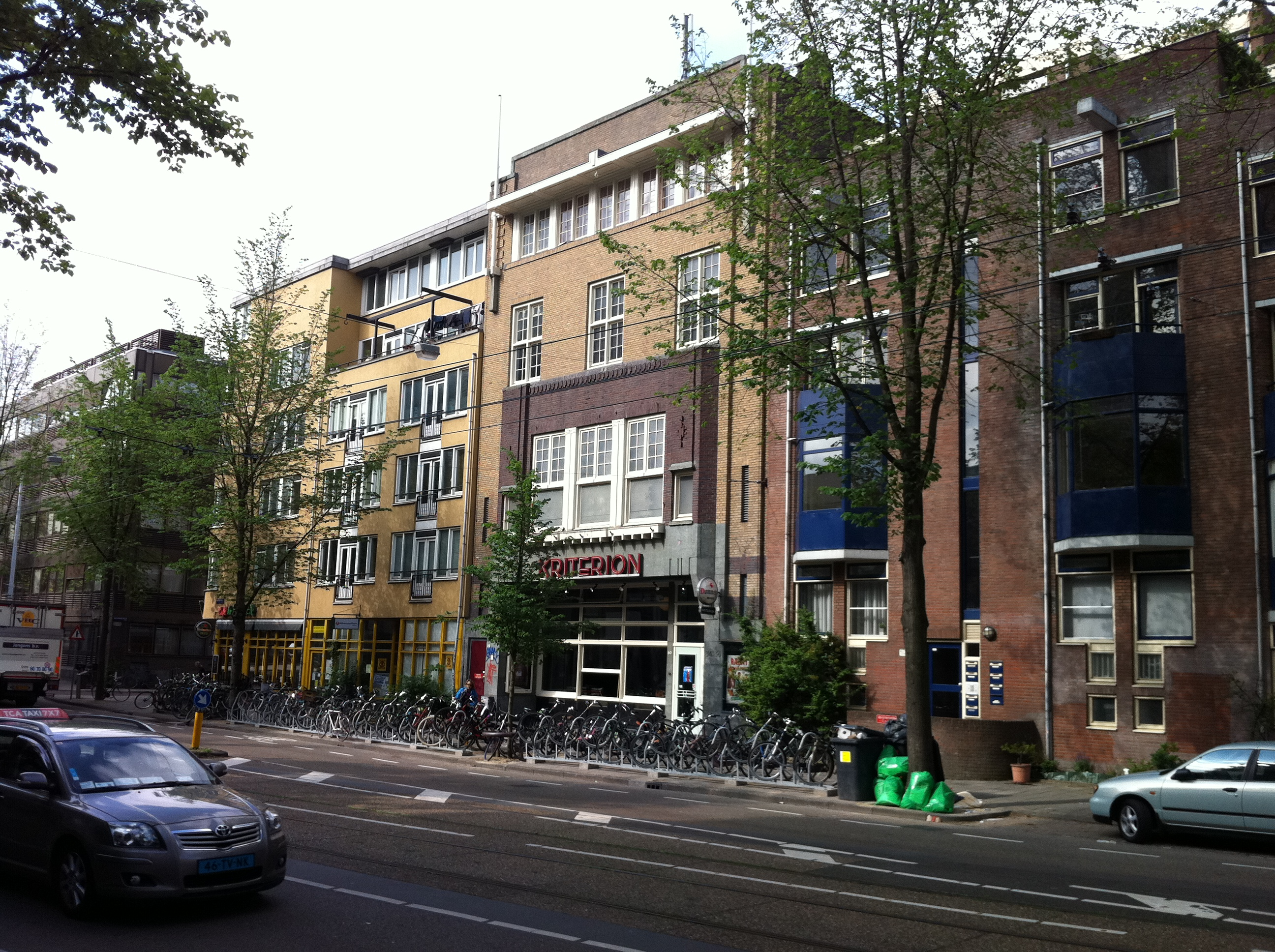
Filmtheater Kriterion aan de Roetersstraat.

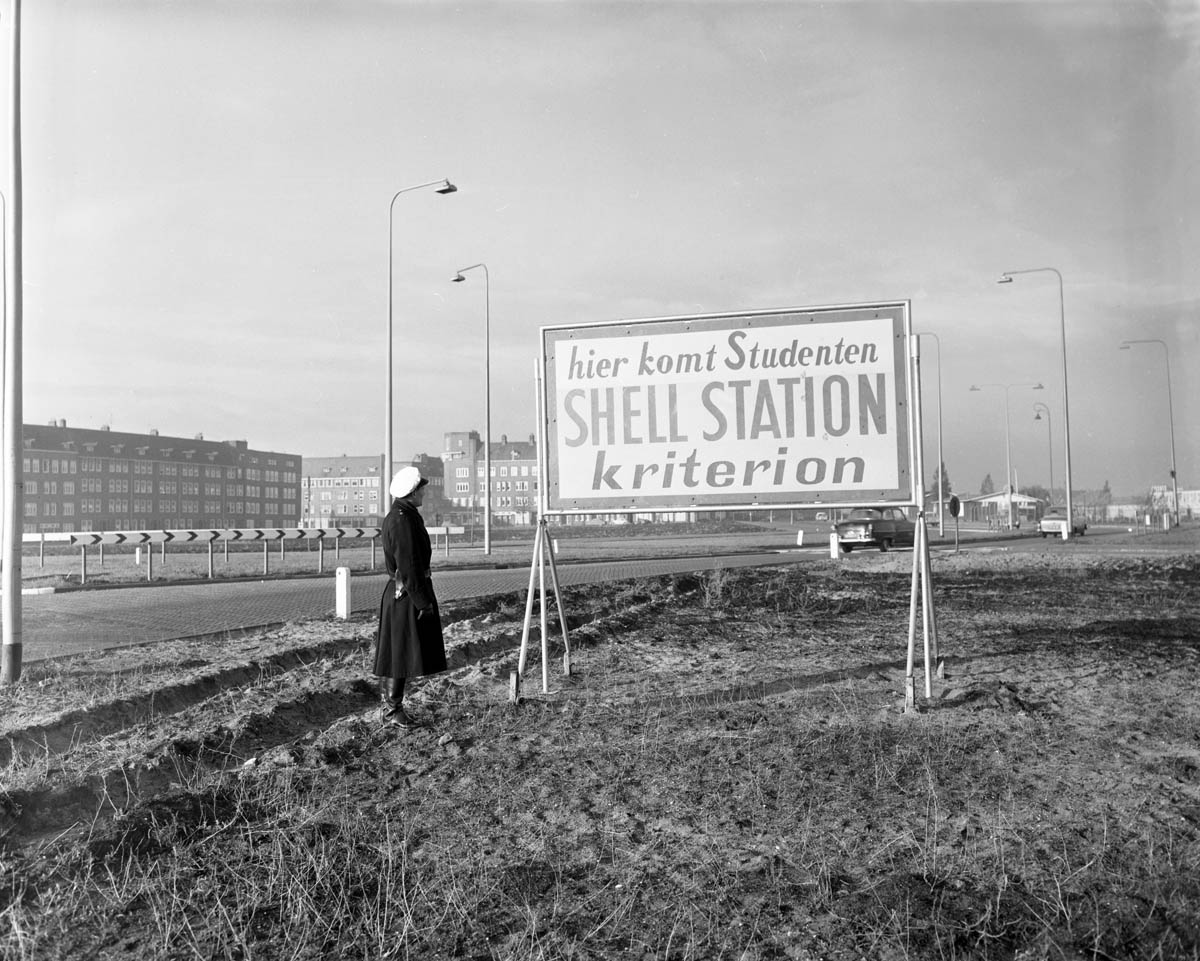
Bord kondigt de komst aan van Studenten Shell Station Kriterion, Zeeburgerdijk, Amsterdam, 5 november 1959.

Filmtheater Kriterion, officieel Vereniging Onderlinge Studentensteun Kriterion (V.O.S.S. Kriterion), is een door studenten geëxploiteerde bioscoop en studentenvereniging aan de Roetersstraat 170 in Amsterdam. Het is voortgekomen uit het studentenverzet tijdens de Tweede Wereldoorlog.

## Geschiedenis

### Oorlogsjaren
De Amsterdamse Studenten Groep rond Wouter van Zeytveld en Piet Meerburg wist met hulp van de kinderarts Hein Fiedeldij Dop, die door contacten bij de politie op de hoogte was van op handen zijnde razzia's op Joden, kinderen onder te brengen bij onderduikadressen buiten de stad. Samen met andere verzetsgroepen redde men ongeveer duizend Joodse kinderen uit de crèche tegenover de Hollandsche Schouwburg aan de Plantage Middenlaan, waar de kinderen verbleven in afwachting van transport naar Duitsland.
De verzetsgroep bestond grotendeels uit studenten, die door de oorlogsomstandigheden gedwongen waren met hun studie te stoppen. Ruim voor het einde van de Tweede Wereldoorlog vatte de 25-jarige Meerburg het plan op om na de bevrijding een filmtheater te realiseren waar studenten konden werken, om alsnog te kunnen afstuderen zonder van hun ouders of de overheid afhankelijk te zijn.

### Oprichting van de stichting
Op 1 juni 1945 werd de Stichting Onderlinge Studenten Steun Kriterion (S.O.S.S. Kriterion) opgericht, die als doel had "studenten aan de Amsterdamse Universiteiten in staat te stellen zelf de kosten van hun studie te verdienen." Het verenigingsgebouw van de Joodse arbeidersvereniging Handwerkers Vriendenkring, dat in de oorlog door de NSB was geconfisqueerd, werd gekocht met ingezameld geld en omgebouwd tot bioscoop. Er werd een prijsvraag uitgeschreven voor de naam van het filmtheater. Het Griekse 'Kriterion' werd gekozen. Men wilde dat het theater een maatstaf zou zijn, een toetssteen.
Kriterion kreeg een non-hiërarchische structuur. Iedereen had dezelfde aanstelling; er kwamen geen leidinggevenden. Deze organisatiestructuur is direct democratisch en dit zou elke dag opnieuw zorgen voor een aangename werksfeer, met ruimte voor creativiteit.
Op 6 november 1945 opende Kriterion met een galavoorstelling voor 200 genodigden. Kriterion was onmiddellijk een succes en kreeg enorme aandacht in de pers. De Telegraaf schreef in 1950: "Het geld om levensonderhoud en studie te betalen ligt maar niet voor het opscheppen. Zij weten het: waar een wil is, is een weg, en die weg leggen zij af, zwaar of niet."
Later entameerde de stichting nog meer werkprojecten, zoals een benzinepompstation, een babysitcentrale en een studentenuitzendbureau.
Ook in de Amsterdamse studentenwereld speelde Kriterion een belangrijke rol. De Algemene Studenten Vereniging Amsterdam (ASVA), ook een initiatief van studenten uit het verzet, was tot 1966 in het pand aan de Roetersstraat gevestigd.

### Oprichting van de vereniging
In de jaren zestig ontstond er steeds meer een kloof tussen het bestuur van de stichting en de studenten die in het filmtheater werkten. Ze eisten meer inspraak in het beleid. In 1982 ontstond een conflict toen de stichting besloot filmtheater Kriterion op te heffen met het argument dat het nieuwe stelsel voor studiefinanciering werken naast de studie overbodig zou maken.
De toenmalige medewerkers van Kriterion bezetten het pand aan de Roetersstraat, organiseerden zich in een vereniging en verklaarden zich onafhankelijk. De stichting ging, na stevige onderhandelingen, na een aantal weken overstag. De studenten mochten het filmtheater voortaan zelfstandig beheren. Het filmtheater is sinds 16 september 1982 officieel de Vereniging Onderlinge Studenten Steun Kriterion (V.O.S.S. Kriterion) en vierde in 2007 haar 25-jarig jubileum.

### Andere projecten
Naast het filmtheater werden er door de stichting ook een aantal andere projecten in het leven geroepen om studenten aan werk te helpen. Zo werd in 1949 de Oppascentrale Kriterion opgericht.
In 1960 werd er aan de Zeeburgerdijk 297, nabij het Flevopark, een benzinepompstation geopend: de StudentenPomp Kriterion. In 2002 verhuisde dit naar de IJburglaan op het Zeeburgereiland (bij afrit s114 van de A10). Van 1960 tot 2020 was het een Shellpomp, sinds 2020 is Shell vervangen door BP.
Aan het Amsterdamse Timorplein kwam een tweede bioscoop: Studio/K (voorheen Kriterion Oosterlicht). In 2006 opende Kriterion SKEK, een door studenten geëxploiteerd eetcafé aan de Amsterdamse Zeedijk.

## Programmering
Kriterion neemt deel aan het samenwerkingsverband Cineville.
Het theater aan de Roetersstraat heeft drie zalen: K1 met 198 stoelen, K2 op de eerste verdieping (voorheen Hypokriterion of Studio K), met 85 stoelen, en K3 met 67 stoelen.
In Kriterion zijn de films van alle grote Italiaanse cineasten zoals Fellini, Antonioni en Visconti vertoond, evenals vrijwel alle films van Ingmar Bergman. In de jaren zestig introduceerde Kriterion de nouvelle vague in Nederland, met titels als Jules et Jim (François Truffaut, 1964) en Hiroshima Mon Amour (Alain Resnais, 1959). De cineasten van het Italiaans neorealisme en de nouvelle vague maakten plaats voor regisseurs als David Lynch, Quentin Tarantino, Jim Jarmusch en Tom Tykwer.
Traditiegetrouw wordt ieder kalenderjaar geopend met Citizen Kane (Orson Welles, 1941). Het studiejaar gaat altijd van start met Once Upon a Time in the West (Sergio Leone, 1968).
Naast de reguliere programmering vinden er in Kriterion regelmatig festivals en evenementen plaats. De festivals met de langste geschiedenis (Cinestud en 'Shorts! International short film festival') worden door de medewerkers zelf georganiseerd. Daarnaast biedt Kriterion onder andere een podium aan Unheard Film – The New Soundtrack Festival, Camera Japan en het Balkan Snapshots Film Festival. Op de 'Open Screen'-avonden krijgen beginnende en onbekende filmmakers de kans om hun kunsten op het witte doek te tonen.
Kriterion organiseert maandelijks in samenwerking met partners als Amnesty International een verdiepingsprogramma met debat en film. Onder de naam Cinema Discutabel bieden ze ook symposia aan met uiteenlopende thema's uit de kunsten en wetenschap.